# Estación Antihuala
Antihuala (o Antiguala) fue una estación y posterior parada ferroviaria ubicada en la localidad homónima, perteneciente administrativamente a la comuna chilena de Los Álamos, próximo al límite comunal con Cañete, al sur de la Región del Biobío. Formó parte del ramal Los Sauces-Lebu. Actualmente la vía se halla levantada y no quedan rastros de la estación.

## Historia

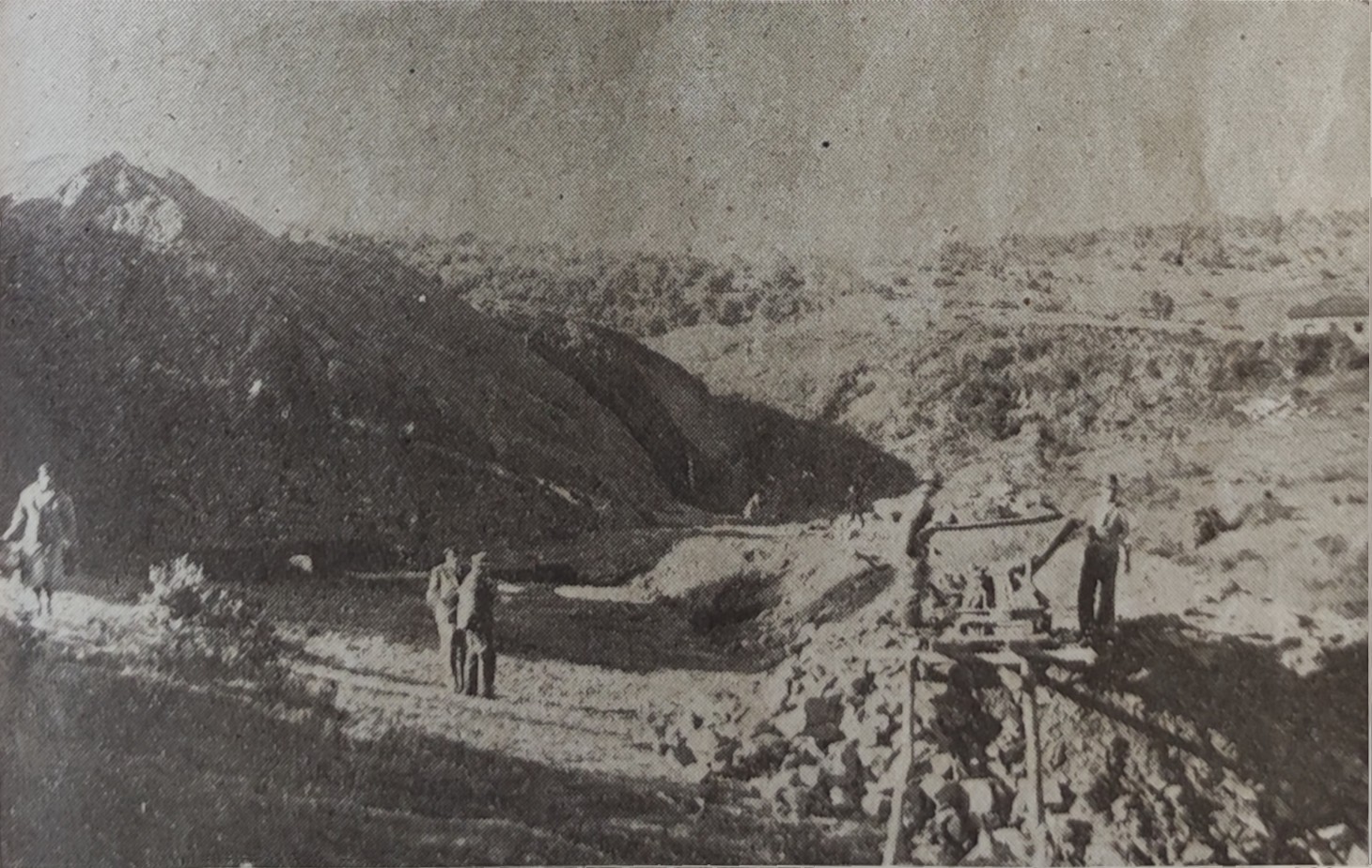
Desvío a las minas de carbón de Antihuala, en construcción (1941).

Con el inicio de la planificación y estudios de un ferrocarril que uniera al puerto de Lebu con la red central, varios estudios se realizaron entre 1894 a 1905, pero para 1915 la empresa "The Chilian Eastern Central Railway Company" estaba con problemas financieros y con el tramo entre estación Los Sauces y Guadaba listos; y tuvo que venderle su parte a la Compañía Carbonífera de Lebu, quien siguió los trabajos en 1923. El ferrocarril llegó a esta estación en mayo de 1923, con la culminación de la construcción de la sección del ferrocarril entre estación Tres Pinos hasta la estación Peleco. Debido a la tarea de atravesar la cordillera de Nahuelbuta, el ferrocarril entero entró en operaciones en 1939.
Con motivo de la escasez de carbón de piedra, la Empresa de los Ferrocarriles del Estado resolvió construir un desvío para la mina de carbón de Antihuala que facilitara el suministro directo de carbón de piedra, desde la mina a los carros de la empresa. Este desvió empalmó en el km. 106,9 entre esta y la estación La Muñeca.
Aun cuando el ferrocarril dejó de operar a mediados de 1980 y gran parte de su infraestructura había sido sustraída,[cita requerida] el 20 de octubre de 1998 la Empresa de los Ferrocarriles del Estado da de baja el ramal entre Purén y Lebu; y en 2005 se entrega el permiso estatal para la remoción de todo bien mueble e inmueble del ramal. Actualmente la vía se halla levantada y no quedan rastros de la estación.